# St. John’s Methodist Episcopal Church (Raton)

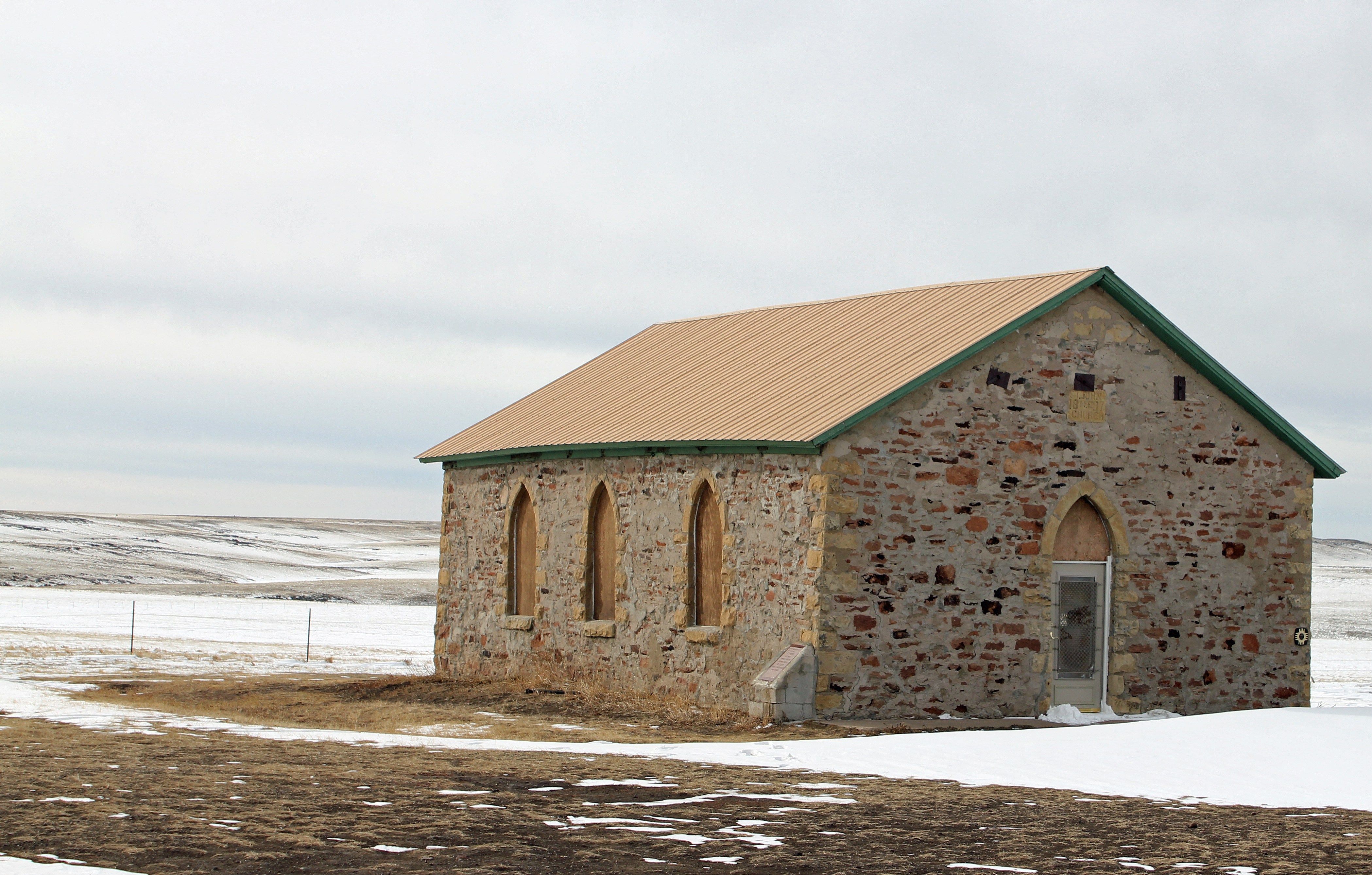
Die St. John’s Methodist Episcopal Church

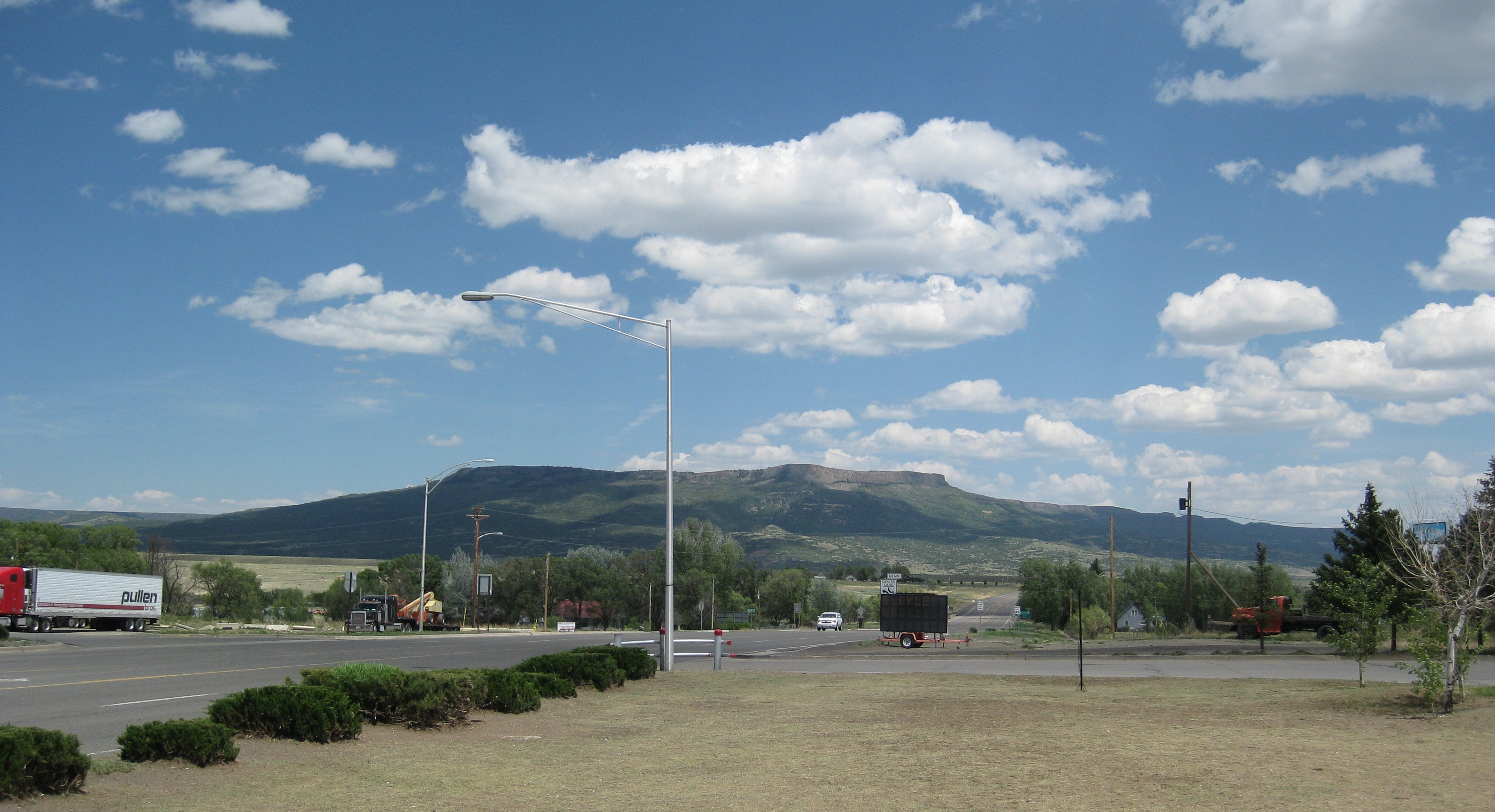
Der Tafelberg Johnson Mesa, Ansicht von Raton aus

Die St. John’s Methodist Episcopal Church ist ein methodistisches Kirchengebäude in Raton (Colfax County) im US-Bundesstaat New Mexico in den Vereinigten Staaten. Die Kirche wird nur noch für besondere Gottesdienstanlässe genutzt. Sie befindet sich freistehend auf der Hochebene des Tafelbergs Johnson Mesa. Das Bauwerk wurde 1978 im National Register of Historic Places als historisches Denkmal aufgenommen.

## Geschichte
Die Ebene oberhalb des Tafelbergs war eines der letzten Gebiete im Colfax County, das besiedelt wurde. In den 1870er Jahren begannen Viebauern, ihre Tiere auf dem Plateau weiden zu lassen, darunter Elijah Johnson, nach dem der Berg benannt wurde. Eine feste Ansiedlung begann erst, als sich 1887 der Minenarbeiter Marion Bell dort niederließ. Er und andere Arbeiter der Blossburg Mine betrieben zunächst nur in den Sommermonaten Landwirtschaft auf dem Berg und arbeiteten im Winter weiterhin im Bergwerk. 1893 umfasste die Siedlung, die sich mittlerweile auf dem Berg etabliert hatte, 21 Farmer und ihre Familien. Trotz schwieriger Verhältnisse wuchs die Siedlung weiter an. Die meisten der Siedler waren fromme Methodisten. 1896 wurde der Bau einer eigenen methodistischen Kirche beschlossen, die 1897/98 errichtet wurde. Für den Bau verwendete man zwei Arten von Sandstein, roten für die Wände und weißen Sandstein für die Ecksteine sowie für die Tür- und Fensterrahmungen. Am 14. August 1898 wurde die Kirche „dem Herrn schuldenfrei dargebracht“ („offered to the Lord free of debt“). Zur Einweihung wurden Ansprachen von drei methodistischen Geistlichen gehalten, darunter A. P. Morrison aus Albuquerque, Superintendent der Methodist Episcopal Church in New Mexico. In den folgenden Jahrzehnten nahm die Bevölkerung auf der Hochebene stark ab und heute ist von der damaligen Besiedlung nur noch das Kirchengebäude erhalten, in dem noch zu besonderen Anlässen Gottesdienste gefeiert werden. Die US-Denkmalschutzbehörde stuft den Erhaltungszustand als weitgehend ursprünglich mit nur wenigen Veränderungen ein.